# Eteissaari (ö i Norra Karelen)
Eteissaari är en ö i Finland. Den ligger i sjön Pielisjärvi och i kommunen Joensuu i den ekonomiska regionen  Joensuu ekonomiska region  och landskapet Norra Karelen, i den sydöstra delen av landet, 400 km nordost om huvudstaden Helsingfors. Öns area är 36,6 hektar och dess största längd är 1 kilometer i nord-sydlig riktning.